# Um Thron und Liebe
Um Thron und Liebe ist eine Filmbiographie aus dem Jahr 1955 und hat das Attentat von Sarajevo auf den österreich-ungarischen Thronfolger, Erzherzog Franz Ferdinand von Österreich-Este, zum Thema.

## Handlung
Österreich-Ungarn bereitet sich auf den Besuch des Thronfolgers, Erzherzog Franz Ferdinand von Österreich-Este, und dessen Gattin, Herzogin Sophie Chotek von Chotkowa, am 28. Juni 1914, dem 525. Jahrestag der Schlacht auf dem Amselfeld, in Sarajevo vor. Unterdessen planen Gavrilo Princip und Nedeljko Čabrinović, Mitglieder der Untergrundbewegung Mlada Bosna, die einen autarken serbischen Staat anstrebt, ein Attentat auf den Thronfolger vor. Bei einem Bankett im Kurort Ilidža nahe Sarajevo betont dieser seine Pläne der Eingliederung eines serbischen Staates nach Österreich-Ungarn.
Es kommt zu Verschiebungen im Terminablauf des Besuchs, weil, offiziell wegen Truppenübungen aus Anlass des Jahrestages, nicht genug Soldaten zum Spalierstehen zur Verfügung stehen. Franz Ferdinand selbst würde den Besuch am liebsten gar nicht erst antreten, weil seine Gattin nicht als standesgemäß angesehen wird, beugt sich aber den Wünschen seines Onkels, des Kaisers Franz Joseph I. Herzogin Sophie wird am Vorabend des geplanten Besuches unruhig, nachdem sie in ihrer Schublade einen Zettel mit der serbischen Aufschrift „Ujedinjenje ili Smrt“ („Vereinigung oder Tod“) vorfindet und von ihrem Mann erfährt, dass keine Truppen anwesend sein werden.
Unterdessen planen Čabrinović, Princip und ihre Gesinnungsgenossen, mit Danilo Ilić als Kopf der Gruppe, den Ablauf des Attentats. Sie wollen sich entlang der geplanten Fahrtroute des Erzherzogs in Belgrad aufstellen; wer von ihnen es schafft, Franz Ferdinand zu töten, soll eine Giftampulle schlucken, um später nichts verraten zu können.
Unterdessen nimmt der Erzherzog die Warnungen des serbischen Abgesandten, der auf Grund der angespannten Situation von einem Besuch in Sarajevo abrät, nicht ernst. Seiner Meinung nach würde man eine Absage des Besuches als Schwäche auslegen. Er lässt sich auch nicht von dem geplanten Besuch abbringen, als sein General Merizzi die Sicherheitsvorkehrungen in Sarajevo für unzureichend befindet und Herzogin Sophie meint, Franz Ferdinand solle nach all den bisherigen Quälereien – seiner gesundheitlichen Probleme nach seinem Amtsantritt nach dem Suizid von Kronprinz Rudolf von Österreich-Ungarn in Mayerling sowie der Widerstände gegen die Hochzeit von Franz Ferdinand und Sophie – sein Leben nicht aufs Spiel setzen.
Während die Bevölkerung in Sarajevo auf den Erzherzog wartet, werden Ilić und Grabež verhaftet und Čabrinović um ein Haar von seiner Geliebten Nadja unabsichtlich enttarnt. Čabrinović gelingt es schließlich, eine Bombe auf das Fahrzeug zu werfen, in dem der Erzherzog mit seiner Frau sitzt. Beide überleben den Anschlag. Čabrinović versucht vergeblich, die Giftkapsel zu schlucken und in die Miljacka zu springen, und wird verhaftet.
Im Rathaus angekommen, äußert Erzherzog Franz Ferdinand seinen Unmut über den Anschlag und kündigt mögliche Schritte des österreichischen Kaisers an. Im polizeilichen Verhör verraten die verhafteten Attentäter ihre Komplizen nicht, nicht mal, als Herzogin Sophie mit ihnen zu reden versucht.
Unterdessen will Erzherzog Ferdinand den bei dem Anschlag verletzten Graf Merizzi im Spital besuchen; Sophie soll zum Bahnhof gebracht werden. Sie besteht jedoch darauf, bei ihm zu bleiben; beide setzen ihren Besuch fort. Der Fahrer ihres Wagens verfährt sich jedoch, da über die Fahrtroute Verwirrung besteht. Beim Wendeversuch feuert der anwesende Gavrilo Princip Schüsse auf das Herzogenpaar ab; beide werden tödlich verwundet. Der gerufene Arzt kommt nicht mehr rechtzeitig.

## Hintergrund
Ursprünglich plante die Wiener Mundus-Produktionsgesellschaft, den Film in Koproduktion mit der jugoslawischen Bosna-Filmgesellschaft an Originalschauplätzen drehen. Doch dieses scheiterte an den unterschiedlichen Ansichten über die Darstellungsweise der historischen Abläufe. Während die Wiener Produktionsgesellschaft die Vorgänge objektiv darstellen wollte, beharrte Dr. Vintschi, Leiter der Bosna-Film, auf einer Lobpreisung der Attentäter um Gavrilo Princip, den er als „unser[en] Wilhelm Tell“ bezeichnete. Auch ein Versuch einer Koproduktion mit der Belgrader Ufus-Filmgesellschaft scheiterte, diesmal am Einspruch der staatlichen Behörden.
Aus diesem Grund wurde der Film an den Randgebieten Wiens gedreht. Franz Ferdinands letztes, im Hotel Bosna im Kurort Ilidze abgehaltenes Bankett vor dem Attentat wurde in einer Villa im Wiener Vorort Hietzing gedreht, die Szenen um Franz Ferdinand Besuch im Rathaus nach dem ersten Attentatsversuch mit einer Bombe entstanden im Wiener Nordbahnhof, der Wiener Vorort Atzgersdorf stellte das Türkenviertel von Sarajevo dar.
Nach dem Willen von Regisseur Fritz Kortner und der Mundus-Filmgesellschaft sollte der Film ursprünglich auf Grund des Symbolcharakters des Ortes, an dem sich das Attentat abspielte, „Sarajevo“ heißen. Der Film wurde vom Hamburger Europa-Filmverleih jedoch in „Um Thron und Liebe“ umbenannt, da nach Meinung von dessen Chefdramaturg der Filmtitel „Sarajevo“ für das deutsche Filmpublikum zu nichtssagend sei; stattdessen sollte der Titel die Liebesgeschichte zwischen Franz Ferdinand und seiner Frau Sophie Gräfin Chotek von Chotkawa in den Vordergrund stellen.
Der ansonsten faktengetreue Film weicht an zwei Stellen von den historischen Ereignissen ab: Zum einen fand Sophies Besuch beim serbischorthodoxen Metropoliten – wobei sie ihn bittet, Franz Ferdinand vor einem möglichen Attentat zu warnen – nicht statt. Zum anderen gab es kein Zusammentreffen des serbischen Gesandten in Wien mit der „Durchlaucht“ (der möglicherweise Franz Ferdinands Widersacher Obersthofmeister Alfred von Montenuovo repräsentieren soll).

## Kritiken
„Der Film hat seine Stärken in der Erfassung des Atmosphärischen und des politischen Klimas im damaligen Europa und ist ernsthaft um psychologische Vertiefung vertieft. Er setzt freilich viel Wissen um die politischen Zusammenhänge voraus, so daß er nicht allein aus sich selbst heraus schlüssig erscheint.“